# Naselle, Washington
Naselle, Washington (енгл. Naselle) насељено је место без административног статуса у америчкој савезној држави Вашингтон.

## Демографија
По попису из 2010. године број становника је 419, што је 42 (11,1%) становника више него 2000. године.
| Група             | 2000.       | 2010.       |
| Белци             | 348 (92,3%) | 350 (83,5%) |
| Афроамериканци    | 1 (0,3%)    | 1 (0,2%)    |
| Азијати           | 2 (0,5%)    | 8 (1,9%)    |
| Хиспаноамериканци | 2 (0,5%)    | 23 (5,5%)   |
| Укупно            | 377         | 419         |